# Sebastiania huallagensis
Sebastiania huallagensis là một loài thực vật thuộc họ Euphorbiaceae. Đây là loài đặc hữu của Peru.